# Craterispermum montanum
Craterispermum montanum är en måreväxtart som beskrevs av William Philip Hiern. Craterispermum montanum ingår i släktet Craterispermum och familjen måreväxter. IUCN kategoriserar arten globalt som sårbar. Inga underarter finns listade i Catalogue of Life.